# Syntrichalonia exquisita
Syntrichalonia exquisita är en biart som först beskrevs av Cresson 1878.  Syntrichalonia exquisita ingår i släktet Syntrichalonia och familjen långtungebin. Inga underarter finns listade i Catalogue of Life.